# Vox pop

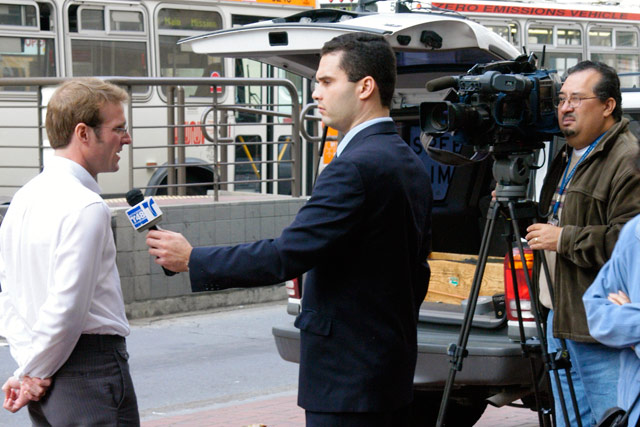
Ein Vox Pop-Interview

Eine Vox pop (Kurzform von lat. Vox populi, dt. Stimme des Volkes) ist ein journalistischer Beitrag in Form einer Umfrage sowie der sendungsreife Ausschnitt hiervon. Dabei werden meist Passanten zu ihrem Wissen oder ihrer Meinung über ein bestimmtes Thema interviewt. Es wird genau eine Frage an mehrere Personen gestellt. Die Bezeichnung Vox pop findet vor allem in Hörfunk und Fernsehen Verwendung. Im Print- und Online-Journalismus wird sie Umfrage genannt. Im Marketing werden auch Vox pop Radio- oder TV-Spots genutzt, in denen Ausschnitte aus solchen Interviews für werbliche Zwecke eingesetzt werden.

## Form
Eine Vox Pop ist ein Zusammenschnitt aus prägnanten Antworten oder Meinungsäußerungen ausgewählter Personen (z. B. Passanten in einer Fußgängerzone bei politischen Themen oder Teilnehmer einer Veranstaltung). Dabei wird die Frage in der Regel nur einmal zu Beginn der Vox Pop bei der Anmoderation des Beitrags gestellt. Die Vox Pop selbst besteht dann nur aus den Antworten der Befragten. Oftmals wird in der Nachbearbeitung nur die Kernaussage der Befragten verwendet, so dass sich in der Vox Pop eine zügige Aneinanderreihung von Schlagworten ergibt.
Wenn möglich wird auf ein ausgeglichenes Verhältnis von Männern und Frauen sowie der Altersstufen geachtet, die zudem möglichst abwechselnd zusammengeschnitten werden. Im Fernsehen wird außerdem darauf geachtet, dass die Befragten abwechselnd links und rechts im Bild stehen.

## Stärken und Schwächen
Eine Vox Pop ist für einen Journalisten ein dankbares Mittel, ein Thema mit vielseitigen Meinungen zu untermauern. Dadurch, dass der gewöhnliche Bürger zu Wort kommt, wird zumindest der Eindruck erweckt, dass es dem Journalisten darauf ankam, das Thema so zu präsentieren, wie es von der Allgemeinheit wahrgenommen wird. Bei Vox Pops, die über die Qualität von Veranstaltungen berichten, wird durch die Meinungsvielfalt zudem eine gewisse Seriosität vermittelt.
Dabei hat der Journalist durch seine Fragestellung und die Auswahl der verwendeten Antworten eine starke Gestaltungsfreiheit; er kann so eine Vox Pop sehr wohl in eine bestimmte Richtung lenken. Zudem können zum Beispiel durch die gezielte Auswahl der unpassendsten Antworten Leute bloßgestellt werden.